# Pandemia de COVID-19 en Nebraska
El primer caso de la pandemia de enfermedad por coronavirus en  Nebraska, estado de los Estados Unidos, inició el 6 de marzo de 2020. Hay 13.261 casos confirmados y 164 fallecidos.

## Cronología

### Febrero
El 17 de febrero, trece estadounidenses fueron repatriados al Centro Médico de la Universidad de Nebraska de la Diamond Princess frente a las costas de Japón. Diez dieron positivo de la COVID-19 y otros tres quedaron expuestos. Tres días después, once de estas personas dieron positivo.

### Marzo
El 6 de marzo, el gobernador Pete Ricketts anunció el primer caso presunto de COVID-19 en Nebraska, una mujer de 36 años de Omaha que había regresado recientemente de un viaje a Inglaterra. El 19 de marzo, Ricketts comenzó a establecer restricciones en el comercio y las reuniones públicas a través del sistema de "Medidas de salud dirigida" (DHM), dentro de los condados individuales en función del número de infecciones activas en una región. Las primeras dos muertes de Nebraska se anunciaron el 27 de marzo; el estado había alcanzado 83 casos confirmados. Se anunció una tercera muerte el 30 de marzo, seguida de una cuarta al día siguiente.

### Abril
Una quinta muerte fue confirmada el 1 de abril, seguido por otro el 2 de abril (también el primer caso en el condado de Gage). El 4 de abril se confirmaron dos nuevas muertes, ambas en el condado de Douglas; el número total de casos del estado fue de 321. El 7 de abril, se anunciaron cuatro nuevas muertes, dos en el condado de Douglas y una en cada uno de los condados de Custer y Hall. Para el 9 de abril, el estado había alcanzado 577 casos y 15 muertes. Para el 17 de abril, el número de casos en todo el estado había superado los 1000. A mediados de abril, comenzó a surgir un aumento notable en los casos atribuidos a las plantas empacadoras de carne; para el 21 de abril, 237 casos habían sido atribuidos a una instalación de JBS en Grand Island. Solo, representando aproximadamente el 40% de todos los casos en la región del Departamento de Salud del Distrito Central. Para el 28 de abril, Nebraska había alcanzado 3.374 casos en total.

### Mayo
El 5 de mayo, el gobernador Ricketts anunció que el estado no publicaría datos sobre el número de casos de plantas procesadoras de carne "compañía por compañía". Para el 8 de mayo, había 6,771 casos en Nebraska, con el gobernador Ricketts estimando que aproximadamente una sexta parte de ellos estaban vinculados a las instalaciones de envasado de carne.
A fines de mayo, los casos habían comenzado a aumentar entre el personal de la Penitenciaría Estatal de Nebraska. La capacidad hospitalaria se había estabilizado en Lincoln.

## Respuesta gubernamental

### Cuidado de la salud
El 21 de abril, Ricketts anunció un programa conocido como TestNebraska para ampliar las pruebas en fases a través de asociaciones con empresas privadas, con el objetivo de alcanzar las 3.000 pruebas por día en las próximas cinco semanas. El programa de $ 27 millones se basó en un programa similar en Utah, e involucra a empresas con sede en el área como Domo, Nomi Health, Qualtrics y SafeLine Health. Iowa también había firmado un contrato con las mismas compañías para un programa similar.
El lanzamiento del programa enfrentó críticas; el 11 de mayo, los senadores estatales demócratas Machaela Cavanaugh, Carol Blood, Megan Hunt y Rick Kolowski pidieron a Nebraska que cancelara sus contratos con las empresas, cuestionando la experiencia de Nomi en el campo y argumentando que Nebraska debería haber hecho inversiones en compañías locales para administrar El programa de pruebas. Ricketts defendió el programa TestNebraska, afirmando que "deberían estar contentos de que hagamos las pruebas", y que "los senadores simplemente no entienden lo que todo esto implica reunir algo como esto tan rápidamente".
Con respecto a las acusaciones por una disparidad en el número de resultados positivos generados a partir de los resultados de TestNebraska, Ricketts señaló que el programa se estaba enfocando inicialmente en evaluar a los trabajadores de la salud y aquellos con menos síntomas o sin síntomas; ese viernes pasado, el programa se amplió para agregar trabajadores en la industria del envasado de carne y personas mayores de 65 años como prioridades. El programa inicialmente declaró que los resultados serían devueltos en 48 horas; sin embargo, después de perder este objetivo debido a varios factores (como algunos de los equipos requeridos que llegan tarde), la ventana se extendió a 72.
Un editorial en Grand Island Independent declaró que las direcciones de los examinados no se proporcionaban al departamento de salud local. Cuando se le preguntó sobre el editorial el 13 de mayo, Ricketts explicó que habían comenzado a hacerlo el 12 de mayo y agregó que "nos apuramos [TestNebraska] para sacar esto lo más rápido posible. Ciertamente podríamos haber pasado un mes o dos probándolo". "Pero pensamos que el mejor trato aquí era asegurarnos de probarlo, incluso si no era una solución perfecta, no íbamos a dejar que lo perfecto fuera el enemigo de lo bueno".

### Aislamiento y distanciamiento

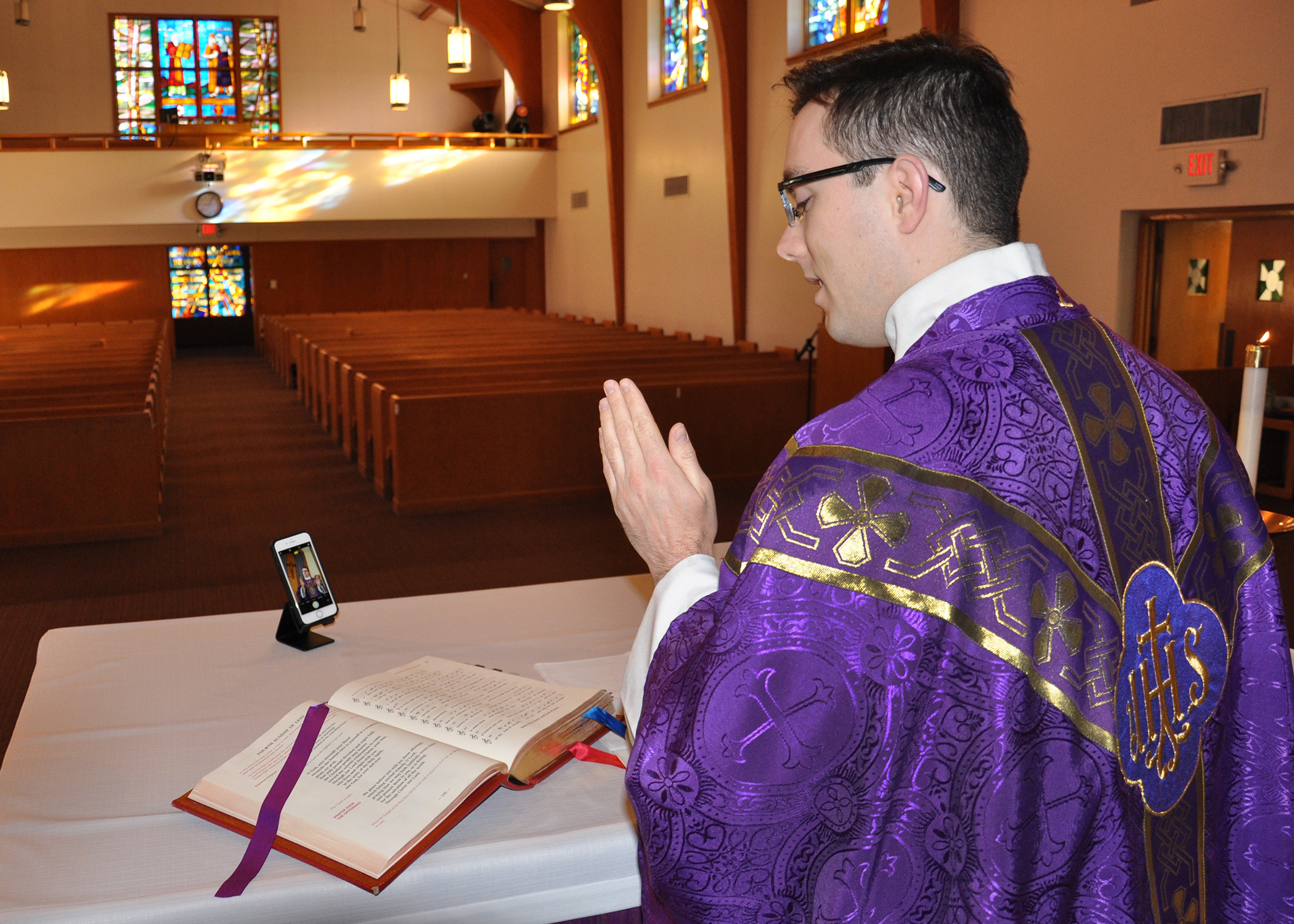
El capellán castrense 1er teniente Philip O'Neill se prepara para una misa virtual en Offutt AFB. Siguiendo las instrucciones del gobernador Ricketts, en respuesta a la pandemia de COVID-19.

Ricketts declaró el 2 de abril que su objetivo era evitar la imposición de un orden completo de permanencia en el hogar como otros estados, y explicó que todavía estaban en la curva epidémica y que "nuestras reglas son más estrictas que algunos lugares con refugio en casa". El 3 de abril, todos los demás condados que aún no están bajo una Medida de Salud Dirigida (DHM, por sus siglas en inglés) quedaron sujetos a uno hasta el 11 de mayo.
El 9 de abril, el gobernador Ricketts anunció una guía conocida como "21 días para quedarse en casa y mantenerse saludable en Nebraska", que incluye recomendaciones para que los residentes eviten mandados y viajes no esenciales y respeten otras restricciones prescritas por los DHM. Como parte de la guía, también se implementó un nuevo DHM en todo el estado para ampliar las restricciones, como ordenar el cierre de todos los servicios de cuidado personal (como salones y salones de tatuajes) clubes de caballeros, clubes de biberones y teatros interiores, hasta el 30 de abril, y la suspensión de todos los deportes de equipo organizados hasta el 31 de mayo. Las carreras de autos también se clasificaron específicamente como un tipo de reunión pública. Una vez más, Ricketts no impuso una orden de permanencia en el hogar legalmente exigible, declarando que se trataba de "pedirle a los nebraskianos que hicieran lo correcto", y que el cumplimiento de la orientación existente había sido "realmente bueno".
El 24 de abril, se anunció que el DHM en todo el estado se ampliaría hasta el 3 de mayo, y sería reemplazado el 4 de mayo por 19 nuevos DHM vigentes hasta el 31 de mayo. Estas nuevas medidas serían administradas por los departamentos de salud locales de Nebraska, y contienen algunas aflojamiento de restricciones previas. Se permitiría la reanudación de los procedimientos médicos electivos (con capacidad limitada en los hospitales), y los lugares de culto podrían operar con distanciamiento social entre grupos de hogares.
En las regiones sanitarias del condado de Douglas, Sarpy Cass, East Central, Four Corners, Loup Basin, North Central, Northeast Nebraska, Panhandle Public, Southeast District y Southwest Nebraska, algunas restricciones se aflojaron aún más en este momento. Se permitió a los restaurantes ofrecer servicio de cena a media capacidad (con un máximo de seis clientes por grupo, sin autoservicio o bufets, y el alcohol solo se servía a aquellos con la intención de cenar), y las instalaciones de cuidado personal podían volver abierto, siempre que tanto los empleados como los clientes usen revestimientos faciales. Los bares, cines, clubes de botellas y clubes de caballeros permanecen cerrados hasta al menos el 31 de mayo. El 11 de mayo, South Heartland District anunció que seguiría su ejemplo a partir de la medianoche.
El 3 de abril, el alcalde de Omaha, Jean Stothert, amenazó con cerrar los parques de la ciudad si los visitantes no practicaban el distanciamiento social, citando el hacinamiento en varios parques locales durante el pasado fin de semana.